# 上町メディカルテラス
上町メディカルテラス（うえまちメディカルテラス）は、大阪府大阪市中央区内久宝寺町に所在する複合医療施設である。大阪都市景観建築賞受賞。

## 建築
- 位置 - 大阪市中央区内久宝寺町2-23
- 完成年月 – 2022年3月
- 主用途 – 医療施設
- 設計 – ジーク ,大和ハウス工業
- 施工 - 大和ハウス工業

## 入居
- 上町はまのクリニック
- ちかファミリー歯科+KIDS
- BIOTA CONDITIONING GYM
- ミモザレディースクリニック
- 上町しまぶくろ眼科
- 上町わかな皮膚科
- BIOTA CAFE[1]

## 賞
公園を借景にした温かい印象や木製縦格子の素材感などが評価され第42回大阪都市景観建築賞奨励賞を受賞。